# Rhynchospora rubra
Rhynchospora rubra là loài thực vật có hoa trong họ Cói. Loài này được (Lour.) Makino miêu tả khoa học đầu tiên năm 1903.